# Брендон Поттінджер
Брендон Поттінджер (англ. Brandon Pottinger, нар. 8 червня 2004) — ямайський легкоатлет, який спеціалізується у стрибках у висоту.

## Спортивні досягнення
Чемпіон світу серед юніорів у стрибках у висоту (2022).
Срібний призер у стрибках у висоту на чемпіонаті Північної і Центральної Америки та країн Карибського басейну з легкої атлетики серед юнаків (2021).